# Landschaftsschutzgebiet Offenland um Ramsbeck und Andreasberg

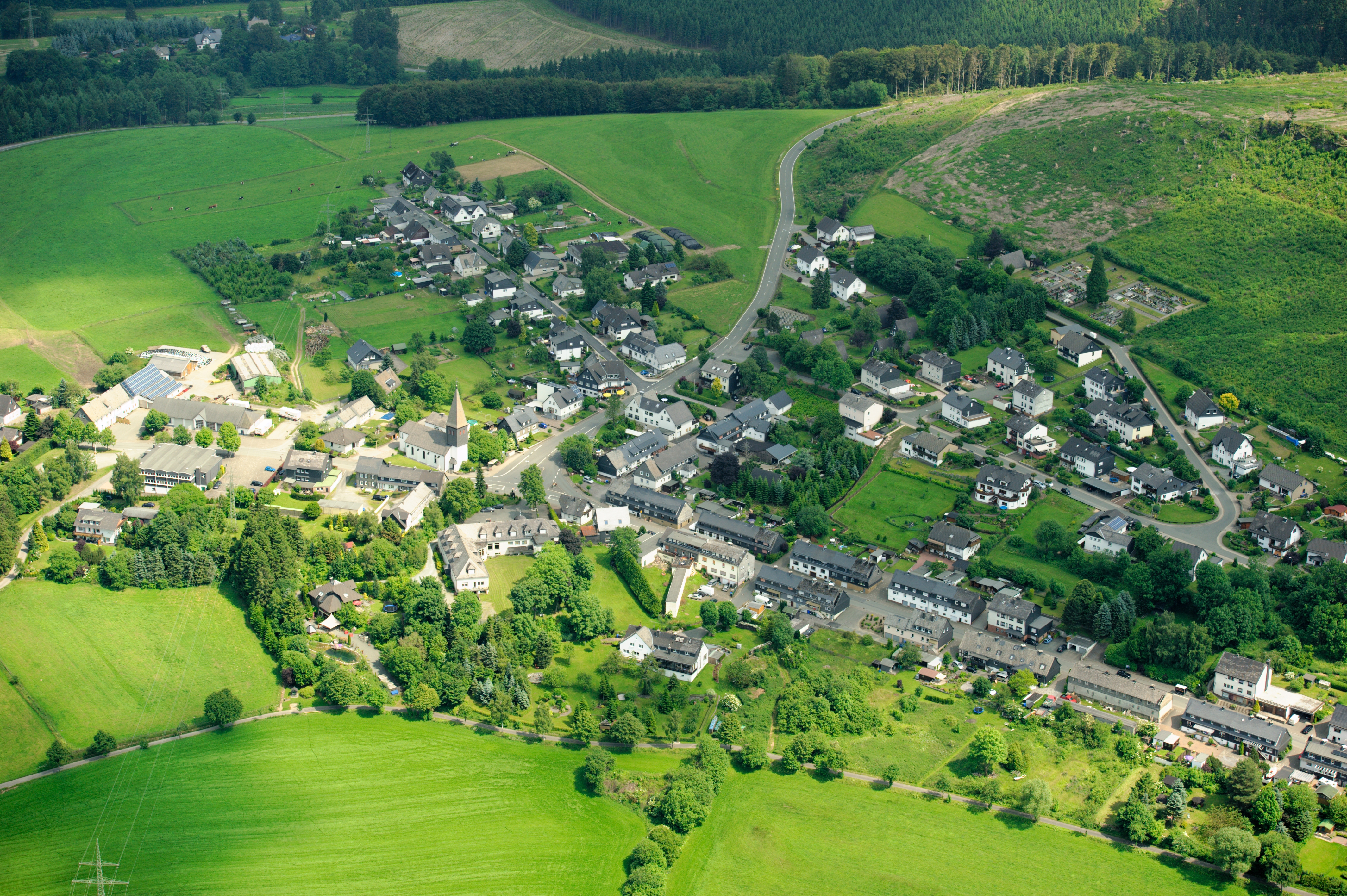
Grünland im Bild um Andreasberg gehört zum LSG

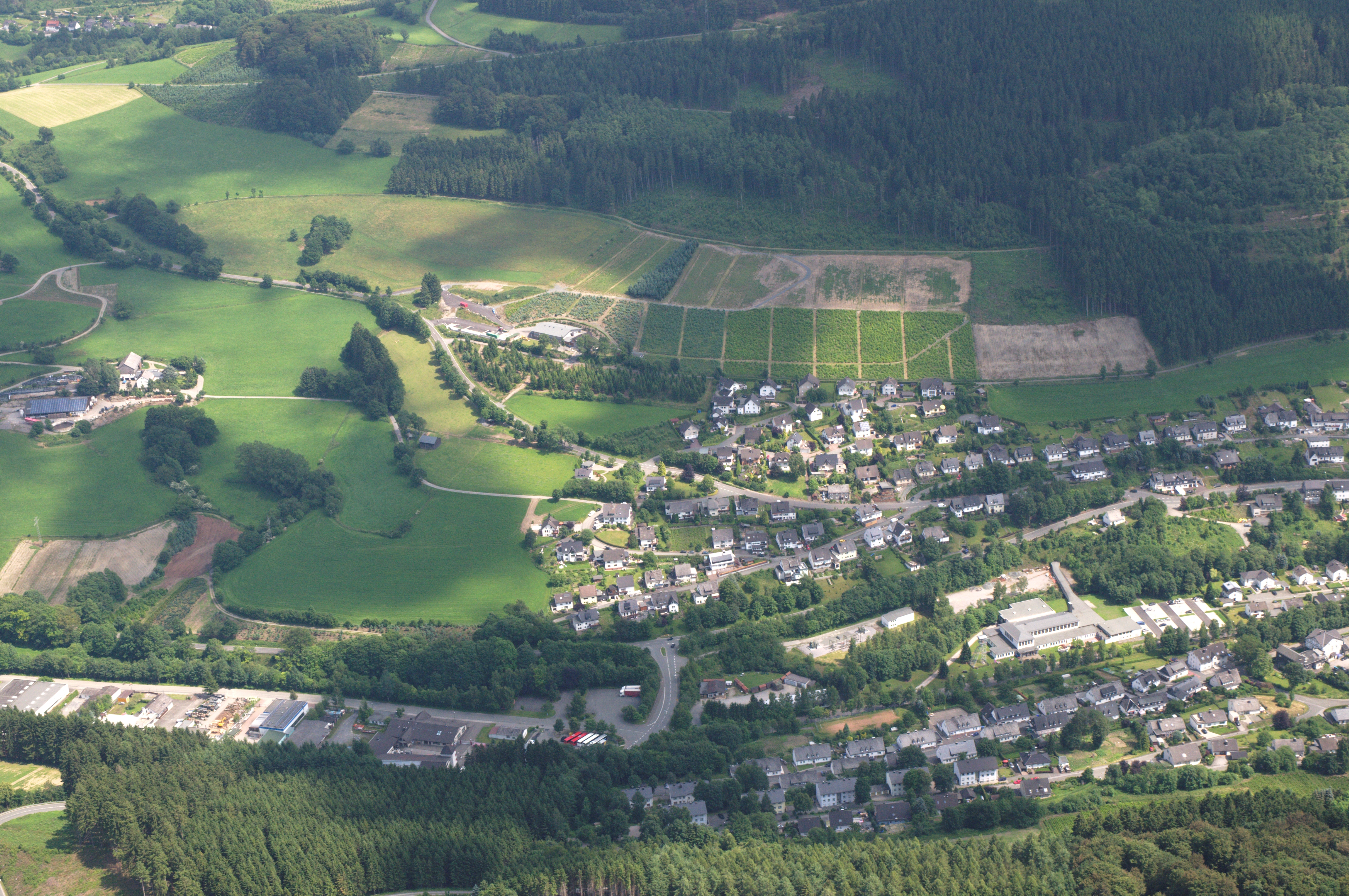
Grünland im Bild um Ramsbeck gehört zum LSG

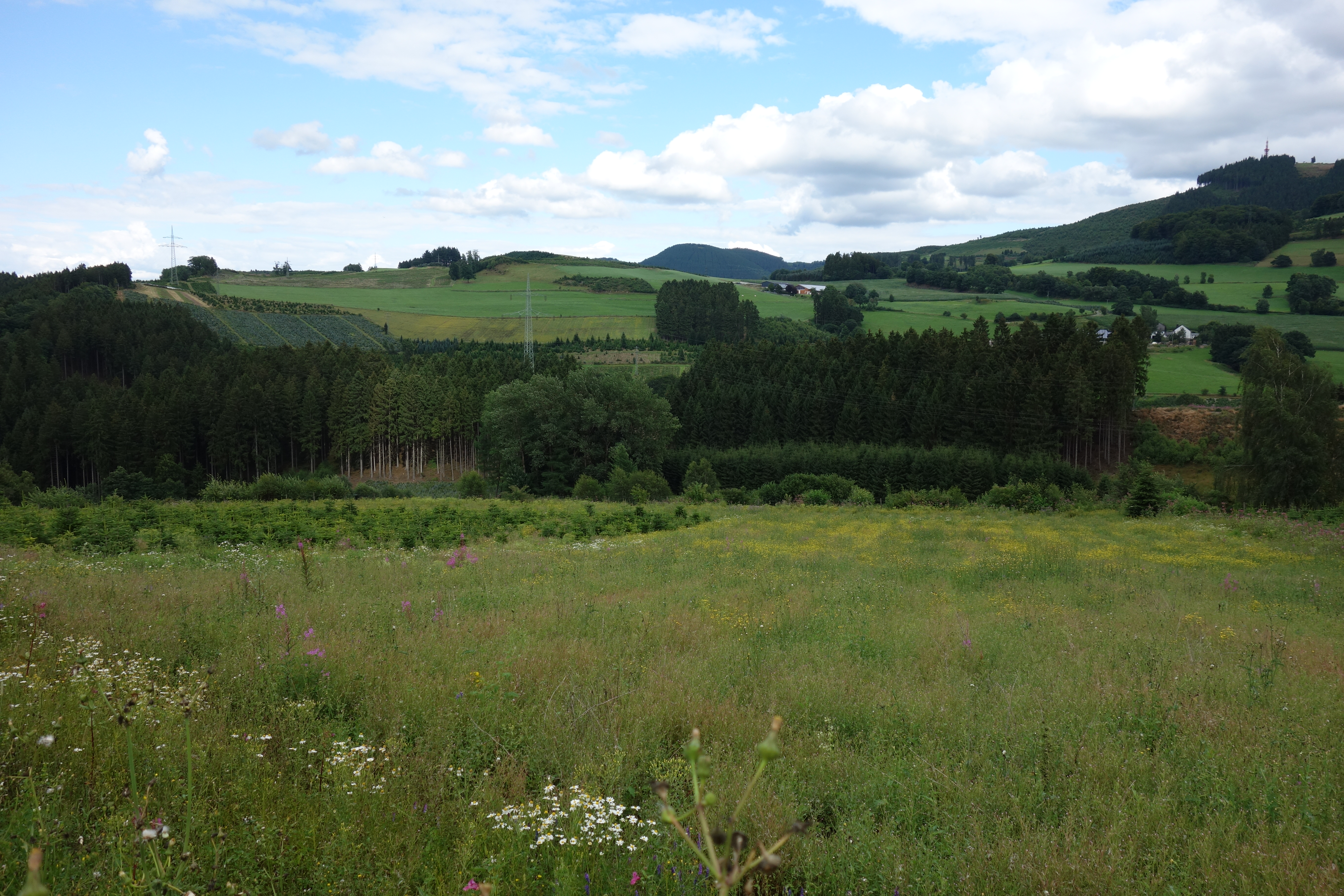
Bereich nördlich Ramsbeck

Das Landschaftsschutzgebiet Offenland um Ramsbeck und Andreasberg mit 100,01 ha Flächengröße liegt um Ramsbeck und Andreasberg im Gemeindegebiet von Bestwig im Hochsauerlandkreis. Das Gebiet wurde 2008 mit dem Landschaftsplan Bestwig durch den Kreistag des Hochsauerlandkreises als Landschaftsschutzgebiet (LSG) ausgewiesen. Das LSG ist eines von 17 Landschaftsschutzgebieten in der Gemeinde Bestwig. In der Gemeinde gibt es ein Landschaftsschutzgebiet vom Typ A, zehn Landschaftsschutzgebiete vom Typ B und sechs Landschaftsschutzgebiete vom Typ C. Das Landschaftsschutzgebiet Offenland um Ramsbeck und Andreasberg wurde als LSG vom Typ B, Ortsrandlagen, Landschaftscharakter, im Gemeindegebiet von Bestwig ausgewiesen. Das LSG besteht aus fünf Teilflächen. Zwei der Teilflächen liegen südwestlich und südöstlich von Ramsbeck. Eine weitere kleinere Teilfläche südwestlich von Andreasberg. Nordöstlich von Ramsbeck und nördlich von Andreasberg liegen zwei große Teilflächen. Das LSG grenzt direkt an den Siedlungsrand von Ramsbeck und Andreasberg.

## Schutzzweck
Die Ausweisung erfolgte zur Sicherung der Vielfalt und Eigenart der Landschaft im Nahbereich der Ortslagen und der alten landwirtschaftlichen Vorranggebiete durch Offenhaltung.

## Rechtliche Vorschriften
Wie in den anderen Landschaftsschutzgebieten vom Typ B in Bestwig besteht im LSG ein Verbot der Erstaufforstung und Weihnachtsbaum-, Schmuckreisig- und Baumschul-Kulturen anzulegen. Wie in allen Landschaftsplangebieten vom Typ B besteht das Gebot, das LSG durch landwirtschaftliche Nutzung oder durch Pflegemaßnahmen von einer Bewaldung freizuhalten.